# Al-Wawijja
Al-Wawijja (arab. الواوية) – wieś w Syrii, w muhafazie Aleppo, w dystrykcie Ajn al-Arab. W 2004 roku liczyła 766 mieszkańców.